# Deutsche Zeitung in Norwegen
Die Deutsche Zeitung in Norwegen war eine Tageszeitung mit Redaktionssitz in Oslo, die während des Zweiten Weltkriegs vom 20. Mai 1940 an, noch vor der Kapitulation der letzten norwegischen Soldaten, erschien. Sie war die erste Besatzungszeitung außerhalb eines annektierten Gebiets, dem Protektorat Böhmen und Mähren oder dem Generalgouvernement und der erste derartige Vertreter innerhalb eines Verbundes von deutschen Besatzungszeitungen, der sich durch die weiteren deutschen Eroberungen über Europa ausbreitete, bis er infolge der deutschen Niederlagen schrittweise wieder zerfiel.
Als Sprachrohr der Besatzungsmacht wandte sich die Zeitung zunächst einmal an Soldaten, versuchte jedoch auch mit auf Norwegisch verfassten Artikeln die Bevölkerung anzusprechen. Sie konnte ihr Erscheinen bis zum Inkrafttreten der bedingungslosen Kapitulation der Wehrmacht am 8. Mai 1945 aufrechterhalten, da das Land bis dahin besetzt blieb.

## Gründungsphase
Die Initiative zur Gründung der Zeitung ging von Reichskommissar Josef Terboven aus. Dieser wünschte sich ein seriöses Medium nach Vorbild der Deutschen Allgemeinen Zeitung und bat Max Amann, Reichsleiter für die Presse und Direktor des Franz-Eher-Verlags, für die Gründung finanzielle Mittel, Redakteure und kaufmännisch-technisches Personal zur Verfügung zu stellen. Die benötigten Verlags- und Redaktionsräume wurden bei der Aftenposten gemietet. Beteiligt an den Vorbereitungen war auch hier Rudolf Sparing, Mitgründer der Besatzungspresse in Polen sowie des als Vorzeigeblatt konzipierten Das Reich, er sollte später kurzzeitig erster Chefredakteur der neuen Schwesterblätter Brüsseler und Pariser Zeitung sowie zuletzt zweiter und letzter Chefredakteur des Reich werden. Die Deutsche Zeitung wurde in den Europa-Verlag eingegliedert, ein von Amanns Untergebenen Rolf Rienhardt geleitetes Tochterunternehmen des Eher-Verlags.
Als Chefredakteur wurde Kurt Teege eingesetzt, der fließend Norwegisch sprach und zu jener Zeit 27 Jahre alt war. Er hatte bereits eine Reihe von Stationen hinter sich, im Anschluss an seine Zeit bei nationalsozialistischen Zeitungen in Bremen und Breslau hatte er über den Abessinienkrieg berichtet und war als Korrespondent in Prag und Warschau tätig gewesen. Nachdem er im Mai 1939 aus Polen ausgewiesen worden war, befand er sich seit November 1939 in Oslo. Teege blieb bis Ende 1941, etwas kürzer wie der erste Verlagsleiter Willi Kurtz, der auch über eine langjährige Erfahrung als Techniker und Redakteur verfügte und zuletzt in gleicher Position beim Coburger Tageblatt tätig war.
Kurtz erhielt von Terboven die Anweisung, die ersten acht Tage die Zeitung gratis „an alle Leute in Oslo“ zu vertreiben, auch Amann und Rienhardt kamen für eine Besprechung zu ihm nach Norwegen. Wie aus seinen Tagebucheinträgen hervorgeht, ist der Start der Zeitung jedoch nicht reibungslos verlaufen, so notierte er zur ersten Ausgabe „Furchtbar viele Fehler in der DZ grausam sieht erste Seite Nr. 1 aus. (…) Fehlt an Korrigierern. Maschinensatz schlecht“. Dennoch erwies sich die Deutsche Zeitung in Norwegen schnell als lukrativ, was nicht zuletzt daran geschuldet war, dass die Besatzungsbehörden Amanns Zeitungen gewöhnlich eine Mindestabnahme von 30–40.000 Exemplaren garantierten. So diente sie dann auch als Vorbild für die Deutsche Zeitung in den Niederlanden, der noch weitere Besatzungszeitungen folgten, jedoch nicht im zeitgleich besetzten Dänemark.

## Konzeption und Verlagsstruktur
Die DZ war als Zivilzeitung konzipiert, auch wenn ihre Leserschaft eigentlich nur aus Soldaten bestehen konnte, denn als weitere potentielle Gruppe fielen die deutschen Staatsangehörigen, die sich bereits vor dem Angriff im Land befanden, vermutlich zahlenmäßig kaum ins Gewicht (1930 etwa 4500, für 1940 liegen keine Angaben vor). Trotzdem versuchte man mit Artikeln in der Landessprache auch die einheimische Bevölkerung zu erreichen, ein Weg, der später noch konsequenter mit der Pariser Zeitung eingeschlagen wurde. Im Juli 1941 erschien auch eine gänzlich in norwegischer Sprache verfasste Sonderausgabe. Rudolf Sparing machte die Brückenfunktion in seinem Bericht für das Fachorgan Zeitungs-Verlag nochmals deutlich:

„Selbstverständlich rechneten wir auch damit, daß Norweger das Blatt lesen würden. Sie sollten darin einen Spiegel und Ausdruck des deutschen Lebens finden, wie es wirklich ist. Schließlich setzten wir uns zur Aufgabe, die gemeinsamen Wirtschaftsinteressen Deutschlands und Norwegens und das vielseitige geschichtliche und gegenwärtige kulturelle Herüber und Hinüber zwischen beiden Ländern zu behandeln und zu beobachten (…)“

Sparing berichtete auch, dass man spezifische Eigenarten und Gestaltungsprinzipien der norwegischen Presse übernommen habe, sofern sie Gefallen gefunden hätten. Da die Zeitung bei der Aftenposten gedruckt wurde, waren diverse äußere Merkmale bereits vorgegeben (Schrifttypen, Format, Spaltenzahl). Sie erschien sechsmal wöchentlich mit einem Umfang von zunächst acht Seiten und den üblichen Rubriken wie Politik, Feuilleton, Wirtschaft, Sport und Anzeigen (auf die weitere Entwicklung der Zeitung und ihren Inhalt kann im Folgenden mangels Arbeiten hierzu nicht eingegangen werden).
Innerhalb eines angegliederten Buchverlags wurden auch Werke über die Geschichte und Kultur Norwegens veröffentlicht. Für diese Titel wie auch für die Zeitung kam statt Fraktur Antiqua als Schrifttyp zum Einsatz, abgesehen von den durch den Druck bei der Aftenposten aufgezwungenen Vorgaben war zuvor eine Anordnung erlassen worden, nach der dies fortan für alle im Ausland erscheinenden Druckerzeugnisse gelten sollte.
In Norwegen erschien auch die Wochenzeitung Wacht im Norden, die kostenlos an Soldaten versandt wurde. Diese sah die Deutsche Zeitung in Norwegen durchaus als Konkurrenz an. Im Übrigen sorgte der Verlag der letzteren trotz dieser Situation auch für den Druck der Wacht im Norden.

## Ableger in Tromsø
Aufgrund der schwierigen Vertriebssituation, die durch die teilweise großen Entfernungen begründet war, wurde bereits Ende 1940 beschlossen, einen Ableger in der nordnorwegischen Stadt Tromsø zu gründen. Dieser sollte bereits Mitte Januar 1941 starten, dieser Termin musste jedoch auf Februar verschoben werden, da keine Redakteure und Setzer in Deutschland gefunden worden konnten, die bereit waren, eine Tätigkeit derart hoch im Norden aufzunehmen. Aufgrund dessen griff man als Notlösung vorerst auf die bestehende Redaktion des örtlichen Kamerad im Norden zurück und gliederte diese Soldatenzeitung für eine Weile als Beilage in die neue Deutsche Polarzeitung ein. Allerdings brachte die Zugehörigkeit zum Verlag der Deutschen Zeitung in Norwegen auch Vorteile, denn die Luftwaffe stellte in den Nachtstunden eine Fernschreibleitung nach Tromsø zur Verfügung, sodass der Inhalt der Zeitung tagesaktuell gehalten werden konnte. Das aus 23 Mitarbeitern bestehende Personal stammte aus verschiedensten Teilen der Wehrmacht, jedoch sollte die Deutsche Polarzeitung wie ihre Mutterzeitung eine Zivilzeitung werden, die vollständige Umwandlung in eine solche zog sich bis Juli 1943 hin. Die Auflage schwankte zwischen 15.000 und 17.000 Exemplaren. Im Anschluss an den Waffenstillstand Finnlands mit der Sowjetunion im September 1944 wurde die Zeitung zwei Monate später mit dem Lappland-Kurier zum neuen Polar-Kurier zusammengelegt.

## Überwachung
Nach Angaben Ammans hatten die Redakteure seiner Besatzungszeitungen größere Freiheit als die des Deutschen Reiches, doch bei näherer Betrachtung konnte von einem großen Unterschied zu den letzteren nicht die Rede sein. Bis Mitte Juli 1940 durchlief die Deutsche Zeitung in Norwegen eine militärische Zensur bei der Propagandastaffel Norwegen, die auch für personelle Unterstützung sorgte, anschließend wurde die Überwachung durch die Dienststelle des Wehrmacht-Propaganda-Offiziers übernommen. Die Zeitung war wie ihre Schwesterblätter für die alliierte Abwehr oft von noch größerem Interesse als die des Reichs, da sich über sie wichtige Informationen über die Aktionen und Absichten der deutschen Besatzungsbehörden gewinnen ließen.

## Mitarbeiter der Zeitung nach dem Krieg
Willi Kurtz, erster Verlagsleiter der Zeitung, war seit 1949 an seinem früheren Wirkungsort in Coburg als Verlagsdirektor und Mitherausgeber der Neuen Presse tätig. Sein Nachfolger Erwin Finkenzeller war innerhalb der Geschäftsführung der FAZ als Direktor zuständig für den Anzeigenbereich der Zeitung.
Kurt Teege, erster Chefredakteur, erlebte das Kriegsende nicht mehr. Zeitgenössischen Meldungen zufolge soll er im September 1942 als Kampfflieger und Mitglied einer Propagandakompanie während der Schlacht von Stalingrad gefallen sein. Mitgründer Rudolf Sparing starb 1955 in einem russischen Lager.

## Liste der Verlagsdirektoren und Chefredakteure
| Verlagsdirektoren                     |                |
| Willi Kurtz                           | 1940–1942      |
| Erwin Finkenzeller                    | 1942–?         |
| Chefredakteure Deutsche Zeitung i. N. |                |
| Kurt Teege                            | 1940–1941      |
| Hans Fritsch                          | 1942           |
| Robert Weiss                          | 1942 (interim) |
| Hermann Baumhauer                     | 1942–1944      |
| k. A.                                 | 1944–1945      |
| Chefredakteure Deutsche Polarzeitung  |                |
| Leutnant Franz Swoboda                | 1941           |
| Sonderführer Jacobs (interim)         | 1941           |
| Rudolf Vater                          | 1941–1942      |
| Sonderführer Jacobs                   | 1942–1943      |
| Rudolf Vater                          | 1943–1944      |
| Paul Tröger                           | 1944           |
| Karl H. Meyer                         | 1944           |
| Paul Tröger                           | 1944           |